# ヒッポカムポス

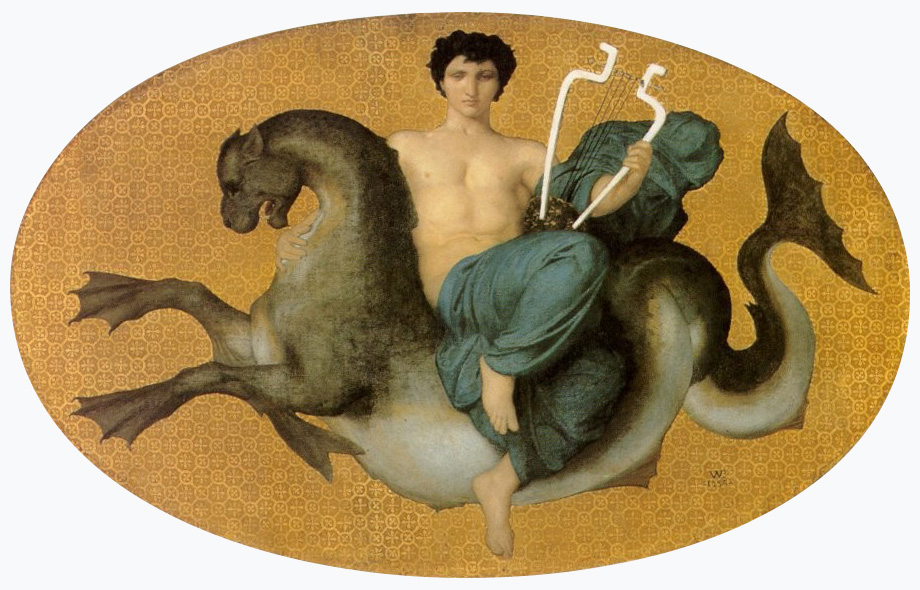
ウィリアム・アドルフ・ブグローの描いたヒッポカムポス。クリーブランド美術館所蔵

ヒッポカムポス（ἱππόκαμπος、Hippokampos、ラテン語: hippocampus）は、ギリシア神話に登場する半馬半魚の海獣である。ヒッポカンポスとも表記される。
英語で hippocamp（ヒッポキャンプ） または hippocampus（ヒッポキャンパス）。sea-horse （シーホース、「海の馬」）と通称されることもある。
ヒッポカムポスの前半分は馬の姿であるが、胴体の後半分が魚または蛇の尾になっている。ポセイドーンの乗る車を牽いたり、海の神々を乗せて泳ぐ姿が美術作品に描かれる。その姿はワイト島とニューカッスル・アポン・タインの紋章の両側に見られる。
海王星の第14衛星ヒッポカンプの由来である。

## 転義
ラテン語名 hippocampus は大文字で Hippocampus としてタツノオトシゴ属の学名に転用されている。また、脳の一部位である海馬は英語その他で hippocampus といい、こちらは形状がタツノオトシゴに似ることによる孫命名である。